# 32622 Yuewaichun
32622 Yuewaichun 余惠俊 è un asteroide della fascia principale. Scoperto nel 2001, presenta un'orbita caratterizzata da un semiasse maggiore pari a 2,2450890 UA e da un'eccentricità di 0,1299615, inclinata di 3,07245° rispetto all'eclittica.